# Swidbert Schnippenkötter
Swidbert Schnippenkötter (* 9. August 1915 in Recklinghausen; † 30. Dezember 1972 in Freiburg im Breisgau) war ein deutscher Diplomat und zuletzt Ständiger Vertreter beim Büro der Vereinten Nationen in Genf.

## Leben
Swidbert Schnippenkötter wurde als Sohn des Oberstudiendirektors Josef Schnippenkötter (1886–1959) und dessen Frau Maria, geb. Paffrath (1890–1917), in Recklinghausen geboren. Sein Vater unterrichtete Philosophie, Mathematik und Naturwissenschaften an der Krupp-Oberrealschule in Essen und war Verfasser des Standardlehrbuchs Physik für höhere Lehranstalten. Während der Zeit des Nationalsozialismus wurde er vom Dienst suspendiert.
Schnippenkötters eigenes Abitur wurde erst nach Ableistung des Reichsarbeitsdienstes anerkannt, so dass er erst danach ein Studium der Rechtswissenschaften an der Ludwig-Maximilians-Universität München aufnehmen konnte. Er war Mitglied der katholischen Studentenverbindung KStV Rheno-Bavaria München im KV.  Noch vor dem Beginn des Zweiten Weltkrieges meldete er sich als Freiwilliger zum Wehrdienst in der Wehrmacht und diente erst in der Marineartillerie sowie später bei der Flugabwehr. Während des Überfalls auf Polen und des Westfeldzuges diente er als Leutnant und wurde 1942 als Hauptmann Batteriechef im Afrikakorps. Kurz vor seiner Entsendung zur Generalstabsausbildung geriet er bei der ersten Schlacht von El Alamein im Juli 1942 allerdings in britische Kriegsgefangenschaft.
Nach dem Ende des Zweiten Weltkrieges setzte er sein Studium fort und trat dann in den Auswärtigen Dienst ein. Nach einer Verwendung an der Botschaft in Mexiko wurde er Nachfolger von Rolf Friedemann Pauls als Persönlicher Referent des Staatssekretärs im Auswärtigen Amt, Walter Hallstein. Diese Schlüsselposition behielt er zunächst auch, nachdem Hallstein 1958 Präsident der Europäischen Kommission wurde.
Kurz darauf wechselte er jedoch an die Botschaft in die Vereinigten Staaten, wo er enger Mitarbeiter des dortigen Botschafters Wilhelm Grewe wurde. Mit der Abberufung Grewes kehrte er 1962 nach Deutschland zurück und wurde im Juli 1953 stellvertretender Leiter des Planungsstabes im Auswärtigen Amt. Er befasste sich mit Fragen der Ostpolitik.
Im Juli 1965 wurde er als Vortragender Legationsrat Erster Klasse Beauftragter der Bundesregierung für Fragen der Abrüstung und Rüstungskontrolle, wobei der damalige Bundesminister für Angelegenheiten des Bundesverteidigungsrates Heinrich Krone der Berufung nur unter der Voraussetzung zustimmte, dass nach der neuen Regierungsbildung die Frage der ressortmäßigen Eingliederung des Abrüstungsbeauftragten erneut geprüft werde. Während dieser Zeit war er insbesondere mit den Genfer Abrüstungsverhandlungen beauftragt. Zuletzt geriet er jedoch in die Kritik von Bundesaußenminister Willy Brandt, der ihm und Wilhelm Grewe, der nunmehr Botschafter bei der NATO war, im Februar 1969 „bis auf weiteres“ jede Äußerungen über den Atomsperrvertrag verbot.
Er war zuletzt von Juli 1969 bis zu seinem Tode Ständiger Vertreter bei den Vereinten Nationen in Genf. Mit den Verhandlungen bei den Genfer Abrüstungsgesprächen betraute Bundesaußenminister Brandt nunmehr Hellmuth Roth, der im Februar 1969 zum Ministerialdirigenten befördert und mit der Leitung der Unterabteilung „Abrüstung und Rüstungskontrolle“ der Politischen Abteilung II des Auswärtigen Amtes betraut worden war.
Schnippenkötter wohnte längere Zeit mit seiner Familie in Bad Honnef und wurde dort auf dem Rhöndorfer Waldfriedhof beigesetzt.

## Veröffentlichungen
- Die Rechtsverhältnisse des Altenberger Domes. 1952[14]
- Christlicher Friede und Weltfriede. Geschichtliche Entwicklung und Gegenwartsprobleme. Herausgeber: Alexander Hollerbach und Hans Maier, Autoren: Manfred Abelein, Ernst-Otto Czempiel, Hans Maier, Wilfried Schumann und Swidbert Schnippenkötter, 1971[15]